# 超越巧克力戰爭
《超越巧克力戰爭》（英語：Beyond the Chocolate War）是出自美國作家羅柏·寇米耶的一本青少年小說，於1985年出版。本故事為該作者於1974年出版的《巧克力戰爭》的續作，在1986年獲選登上《號角雜誌》的榮譽榜。